# إيفان شيشمان
إيڤان شيشمان (بالبلغارية: Иван Шишман) إمبراطور (قيصر) بلغاريا، حَكَمَ في فيليكو تارنوفو من 1371م إلى 3 يونيو 1395م، واقتصرت سلطته على الأجزاء المركزية من الإمبراطورية البلغارية.

## توليه الحكم

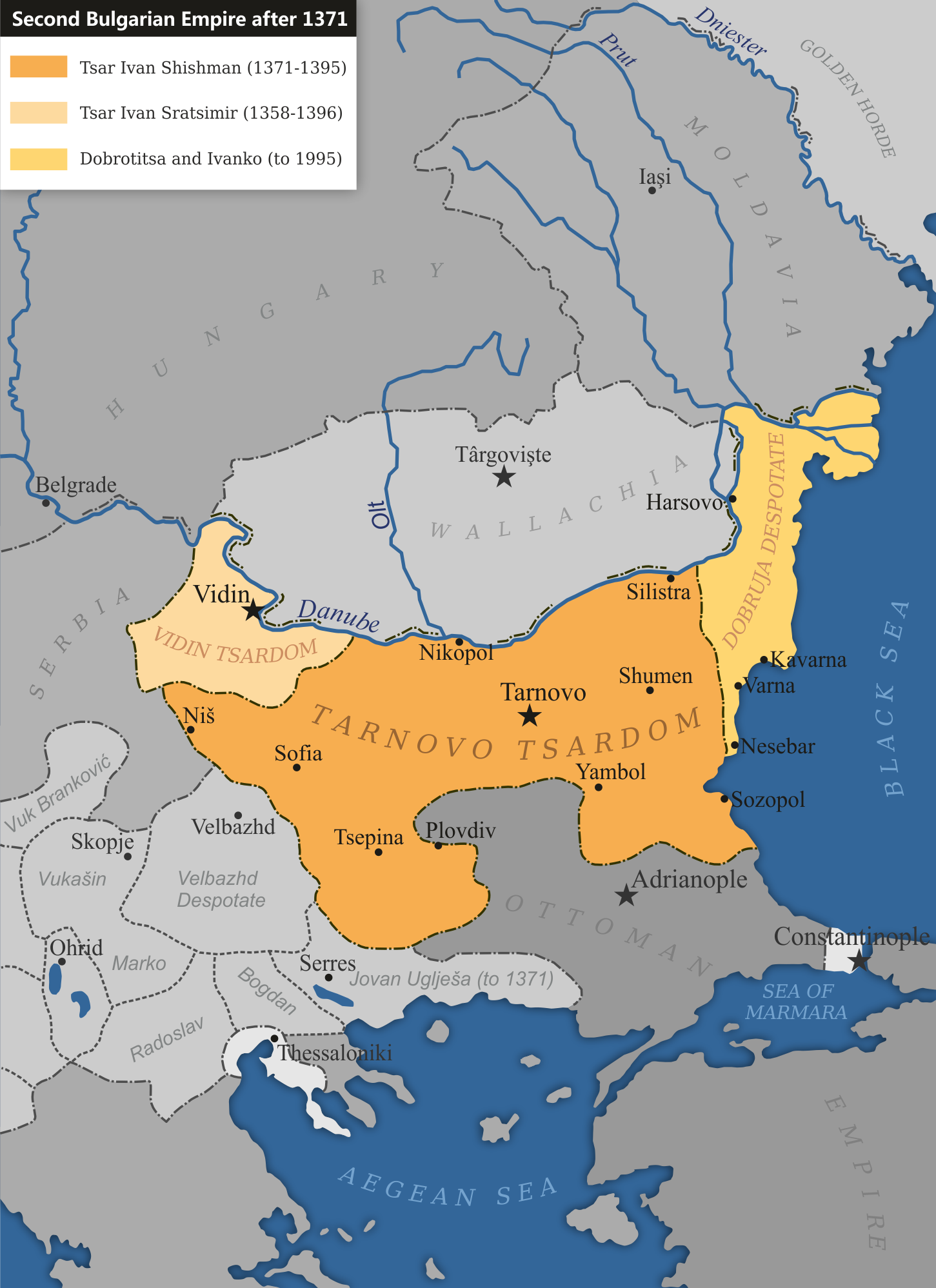
الإمبراطورية البلغارية الثانية بعد تتويج إيڤان شيشمان. سيطر شقيقه إيڤان سراتسيمير على ڤيدين إلى الشمال الغربي وسيطر الديسپوت «دوبروتسا» على الساحل الشرقي.

في أعقاب وفاة إيڤان ألكساندر، قُسمت الإمبراطورية البلغارية إلى ثلاث ممالك بين أبنائه، حيث استولى إيڤان شيشمان على مملكة فيليكو تارنوڤو الواقعة في وسط بلغاريا، واستولى أخوه غير الشقيق إيڤان سراتسيمير على قيصرية ڤيدين.
فرّق كفاحه لصد العثمانيين بينه وبين الحكام الآخرين في البلقان، مثل الديسپوت الصربي ستيفان لازاريفيتش الذي أصبح تابعًا مخلصًا للعثمانيين ودفع جزية سنوية وشارك في جميع الحملات العثمانية التي تلت معركة كوسوڤو، وشارك بتوفير 5000 جندي من الفرسان المسيحيين.
ويُذكر أن إيڤان شيشمان هو حاكم البلقان الوحيد الذي لا يوجد دليل على تكريمه للإمبراطورية العثمانية أو تقديم أي مساعدة عسكرية لها. بناءً على الأدلة التاريخية والأغاني الشعبية العديدة للمنطقة التي تمجد نضاله ضد العثمانيين، فإن صورة إيڤان شيشمان هي صورة مقاومة شرسة ومنسقة ضد التوغلات العثمانية.

وبغض النظر عن ذلك، في عام 1393 استولى الأتراك العثمانيون على العاصمة فيليكو تارنوڤو. ثم بعدها بعامين ، استولى السلطان بايزيد الأول على نيقوپوليس من خلال هجوم مفاجئ من شمال القلعة بعد حملتين فاشلتين في المجر والأفلاق، واستدعى إيڤان شيشمان وأعدمه بقطع رأسه.

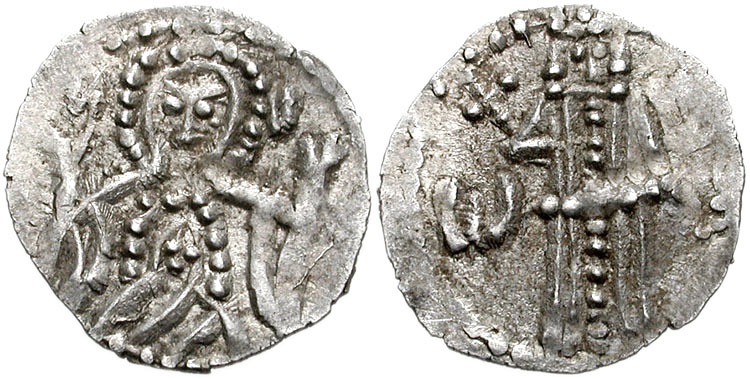
عملة فضية لإيڤان شيشمان.

## في الثقافة الشعبية

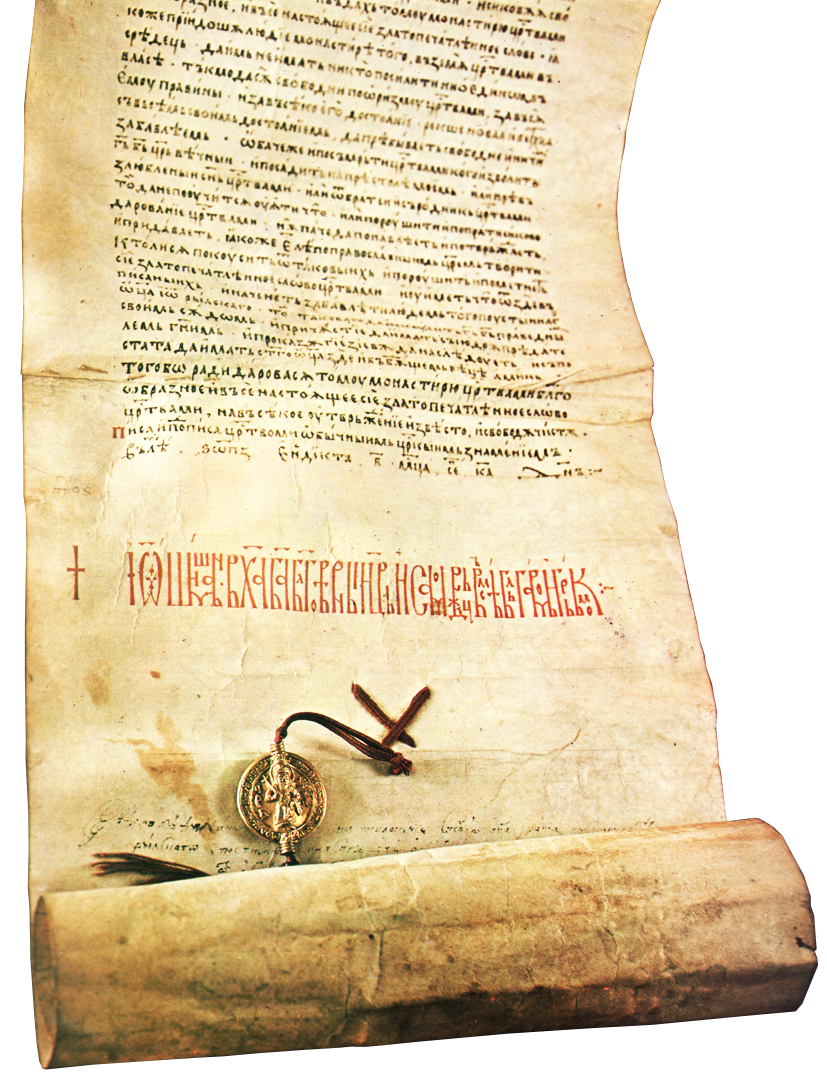
وثيقة لإيڤان شيشمان صادرة عام 1378م لمنح امتيازات لدير "ريلا". وقد كُتب فيها على أنه "ديسپوت جميع البلغار واليونانيين".

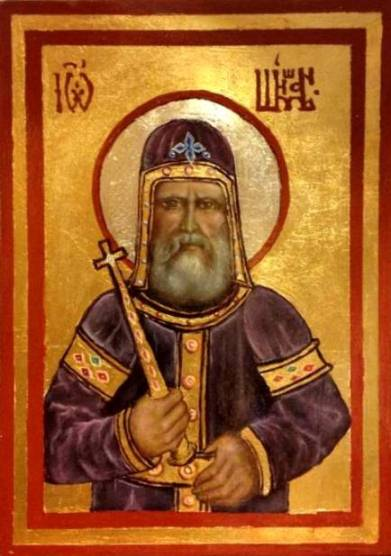
أيقونة إيڤان شيشمان.

ارتبط عهده ارتباطًا وثيقًا بسقوط بلغاريا تحت السيطرة العثمانية.
يُصور الفولكلور البلغاري إيڤان شيشمان على أنه حاكم أسطوري وبطولي حارب بشدة ضد القوات العثمانية الساحقة.
هناك العديد من المواقع والمعالم الجغرافية والحصون التي سُميت باسمه في جميع أنحاء بلغاريا.
على الرغم من الضعف العسكري والسياسي، ظلت بلغاريا خلال فترة حكمه مركزًا ثقافيًا رئيسيًا.
أصبح البطريرك إڤتيمي من ترنوڤو (Evtimiy of Tarnovo) الشخصية الثقافية الأبرز في البلاد. تمت كتابة أو ترجمة عدد من النصوص، وصدر إصلاح إملائي للغة البلغارية.

بعد سقوط بلغاريا، لجأ عدد من العلماء إلى البلدان الأرثوذكسية الأخرى وجلبوا لهم إنجازات الثقافة البلغارية.

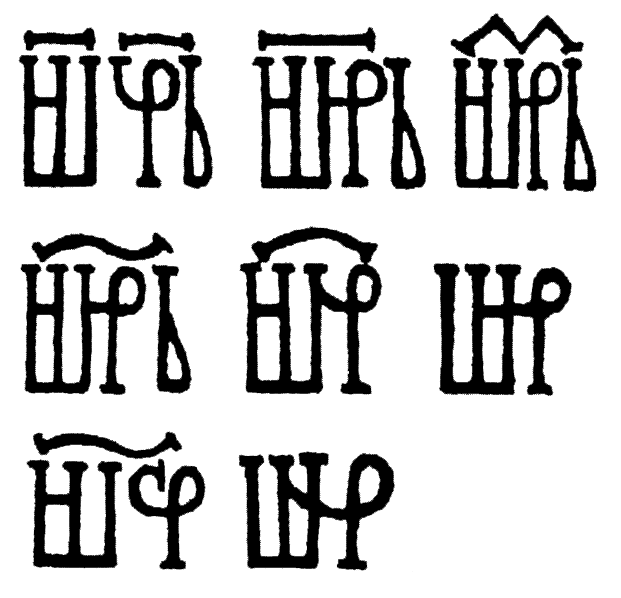
طُغرَاء (ختم وتوقيع) إيڤان شيشمان.

## التسلسل الزمني لحياة إيڤان شيشمان
- 1350م أو 1351م - ولد إيڤان شيشمان

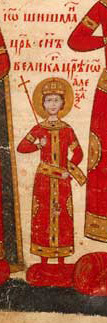
صورة مصغرة للشاب إيڤان شيشمان.

- بحلول عام 1355م - أُعلن وريث العرش والإمبراطور المشارك
- 17 فبراير 1371م - خلف والده إمبراطورًا لبلغاريا في "فيليكو ترنوفو"
- 1373م - أصبح تابعًا للعثمانيين مقابل بعض الأراضي التي تم احتلالها سابقًا
- 1378م - إصدار ميثاق ريلا
- 1385م - سقوط صوفيا
- 1384م إلى 1386م - الحرب ضد الأفلاق
- 1388م - العثمانيون يفتحون بلغاريا الشرقية ويستولون على عدد من البلدات
- 17 يوليو 1393م - سقوط تارنوفو
- 3 يونيو 1395م - استولى العثمانيون على نيقوپوليس وأعدموا إيڤان شيشمان.

## ملحوظات
^ a: The exact year of the fall of Sofia is uncertain. Some modern historians suggest 1382 while others – 1385.

^ b: The numbers designate which wife each child was born to.

^ c: The people who participated in the Bulgarian National Revival during the Ottoman rule were called enlighteners.

## روابط خارجية
- Mladjov، Ian. "Detailed List of Bulgarian Rulers" (PDF). مؤرشف من الأصل (PDF) في 2023-12-27. اطلع عليه بتاريخ 2011-04-14.
- Димитрова, Цветелина. "Предания за гибелта на цар Иван Шишман в самоковско в контекста на средновековната владетелска идеология и книжнина (Legends about the Death of Emperor Ivan Shishman in the Area of Samokov in the Context of the Medieval Ruler's Ideology and Literature)" (بالبلغارية). Archived from the original on 2023-10-31. Retrieved 2011-04-14. самоковско в контекста на средновековната владетелска идеология и книжнина
- Калоянов, Анчо (1994). "Българските народни песни за цар Иван Шишман (The Bulgarian Folklore Songs about Emperor Ivan Shishman)". Публикация в сб. "Алманах VI клас" (بالبلغارية). Слово. Archived from the original on 2023-10-30. Retrieved 2011-05-19.
- Огнянова, Елена (1984). "Легенди – Урвичката крепост край София (Legends – The Urvich Fortress near Sofia)". Достигнало до нас. Предания и легенди (بالبلغارية). издателство "Отечество". Archived from the original on 2010-12-22. Retrieved 2011-04-14.
- الأخوان - ماركو وشيشمان ، دوسكو لوبانديك ، رقم 3122 ، 2011 (بالصربية)
- من هو الدوق مومسيلو؟ ، Dusko Lopandic ، رقم 3114 ، 2011 (بالصربية)